# Associazione Calcio Reggiana 1994-1995
Questa voce raccoglie le informazioni riguardanti l'Associazione Calcio Reggiana nelle competizioni ufficiali della stagione 1994-1995.

## Stagione
Dopo la salvezza raggiunta nel campionato d'esordio, al termine della stagione 1994-95 la Reggiana torna in serie B: è decisivo, in negativo, il rendimento esterno con un solo pareggio (ottenuto alla 23ª giornata) e ben sedici sconfitte, proprio nel primo campionato di massima serie che assegna tre punti alla squadra che vince la partita.
Quando il campionato inizia l'amministratore delegato Franco Dal Cin (coi fratelli Fantinel in società) pronosticano un campionato tranquillo. La squadra pare rafforzata cogli arrivi del portiere Antonioli (dal Milan), del terzino Gambaro e del mediano De Napoli (sempre dai rossoneri), del centrale difensivo Gregucci (dal Torino), del centrocampista nazionale nigeriano Oliseh, degli attaccanti Bresciani e Dionigi e soprattutto col recupero (che si rivelerà molto parziale) di Paulo Jorge Futre. Gli abbonati sono 10.596. Ma dopo otto giornate i granata si ritrovano con solo un punto. Viene esonerato Pippo Marchioro e al suo posto arriva a Reggio l'ex allenatore dell'Udinese Enzo Ferrari.
Dopo gli innesti del russo Simutenkov, del centrocampista Brambilla e il ritorno di Padovano la Reggiana vince le due gare casalinghe con Cremonese e Padova prima della sosta natalizia, pare aprire un varco alla speranza dopo il successo col Torino, il 15 gennaio del 1995, ma la sconfitta interna col Napoli (1 a 2 il 29 gennaio del 1995) chiude il capitolo. La Reggiana retrocede in B.
Il 15 aprile 1995 a Reggio Emilia viene inaugurato lo Stadio Giglio, in occasione della partita persa contro la Juventus per 1-2.. Il nuovo stadio, costruito anche col contributo di circa 1500 sportivi reggiani, è il primo di proprietà di un club privato e conta su una capienza di 29.690 posti a sedere.

## Divise e sponsor

Il neoacquisto nigeriano Sunday Oliseh in azione con la seconda divisa fasciata

| Casa | Trasferta |

## Rosa
| N. |                    | Ruolo | Calciatore            |
| -- | ------------------ | ----- | --------------------- |
|    | Italia (bandiera)  | P     | Francesco Antonioli   |
|    | Italia (bandiera)  | P     | Andrea Sardini        |
|    | Italia (bandiera)  | P     | Stefano Pardini       |
|    | Italia (bandiera)  | D     | Luigi De Agostini     |
|    | Italia (bandiera)  | D     | Angelo Gregucci       |
|    | Italia (bandiera)  | D     | Michele Zanutta       |
|    | Italia (bandiera)  | D     | Eugenio Sgarbossa     |
|    | Italia (bandiera)  | D     | Enzo Gambaro          |
|    | Italia (bandiera)  | D     | Gianfranco Parlato    |
|    | Italia (bandiera)  | D     | Paolo Mozzini         |
|    | Italia (bandiera)  | D     | Max Tonetto           |
|    | Italia (bandiera)  | C     | Fernando De Napoli    |
|    | Nigeria (bandiera) | C     | Sunday Oliseh         |
|    | Italia (bandiera)  | C     | Massimiliano Esposito |
|    | Italia (bandiera)  | C     | Massimo Brambilla     |

| N. |                       | Ruolo | Calciatore             |
| -- | --------------------- | ----- | ---------------------- |
|    | Italia (bandiera)     | C     | Gianluca Cherubini     |
|    | Italia (bandiera)     | C     | Alessandro Mazzola     |
|    | Portogallo (bandiera) | C     | Paulo Futre            |
|    | Italia (bandiera)     | C     | Vincenzo Coppola       |
|    | Romania (bandiera)    | C     | Dorin Mateuț           |
|    | Italia (bandiera)     | C     | Francesco Cozza        |
|    | Italia (bandiera)     | C     | Giuseppe Accardi       |
|    | Italia (bandiera)     | A     | Michele Padovano       |
|    | Russia (bandiera)     | A     | Igor' Simutenkov       |
|    | Portogallo (bandiera) | A     | Rui Aguas              |
|    | Italia (bandiera)     | A     | Nunzio Falco           |
|    | Italia (bandiera)     | A     | Davide Dionigi         |
|    | Italia (bandiera)     | A     | Adriano Alex Taribello |
|    | Italia (bandiera)     | A     | Giorgio Bresciani      |

## Risultati

### Serie A

#### Girone di andata
| Arbitro: | Pellegrino (Barcellona Pozzo di Gotto) |

|                |           |  |
| B. Carbone 89’ | Marcatori |  |

| Arbitro: | Ceccarini (Livorno) |

|  |           |                             |
|  | Marcatori | 85’ R. Mancini 90’ Lombardo |

| Arbitro: | Arena (Ercolano) |

|               |           |  |
| Tovalieri 20’ | Marcatori |  |

| Arbitro: | Cesari (Genova) |

|                    |           |                                               |
| L. De Agostini 53’ | Marcatori | 17’ (rig.), 22’ Balbo 64’ Fonseca 75’ Moriero |

| Arbitro: | Bolognino (Milano) |

|                               |           |           |
| Skuhravy 24’, 82’ Onorati 38’ | Marcatori | 47’ Futre |

| Arbitro: | Amendolia (Messina) |

|                  |           |                      |
| G. Bresciani 39’ | Marcatori | 61’ (rig.) Batistuta |

| Arbitro: | Bettin (Padova) |

|                                 |           |           |
| D. Baggio 61’ Branca 79’ (rig.) | Marcatori | 15’ Futre |

| Arbitro: | Rosica (Roma) |

|                |           |  |
| Delvecchio 89’ | Marcatori |  |

| Reggio Emilia 6 novembre 1994 9ª giornata | Reggiana                    | 0 – 0 referto | Lazio | Stadio Mirabello\| Arbitro: \| Cinciripini (Ascoli Piceno) \| |
| Arbitro:                                  | Cinciripini (Ascoli Piceno) |               |       |                                                               |

| Arbitro: | Quartuccio (Torre Annunziata) |

|                               |           |             |
| Vialli 23’, 68’ Del Piero 85’ | Marcatori | 4’ Padovano |

| Reggio Emilia 27 novembre 1994 11ª giornata | Reggiana          | 0 – 0 referto | Cagliari | Stadio Mirabello\| Arbitro: \| Beschin (Legnago) \| |
| Arbitro:                                    | Beschin (Legnago) |               |          |                                                     |

| Arbitro: | Borriello (Mantova) |

|                         |           |                |
| Simone 1’ Savicevic 88’ | Marcatori | 67’ Simutenkov |

| Arbitro: | Pellegrino (Barcellona Pozzo di Gotto) |

|                                    |           |  |
| Simutenkov 37’ Padovano 74’ (rig.) | Marcatori |  |

| Arbitro: | Trentalange (Torino) |

|                                         |           |  |
| Padovano 5’ (rig.), 50’ M. Esposito 16’ | Marcatori |  |

| Arbitro: | Nicchi (Arezzo) |

|          |           |  |
| Lupu 29’ | Marcatori |  |

| Arbitro: | Bettin (Padova) |

|                |           |  |
| Simutenkov 57’ | Marcatori |  |

| Arbitro: | Farina (Novi Ligure) |

|            |           |  |
| Bucaro 52’ | Marcatori |  |

#### Girone di ritorno
| Arbitro: | Bazzoli (Merano) |

|             |           |                           |
| Zanutta 90’ | Marcatori | 38’ Rincón 74’ André Cruz |

| Arbitro: | Borriello (Mantova) |

|                                   |           |                     |
| Sgarbossa 45’ (aut.) Lombardo 89’ | Marcatori | 32’ (rig.) Padovano |

| Arbitro: | Racalbuto (Gallarate) |

|  |           |            |
|  | Marcatori | 82’ Protti |

| Arbitro: | Arena (Ercolano) |

|                               |           |  |
| Giannini 48’ Balbo 70’ (rig.) | Marcatori |  |

| Arbitro: | Stafoggia (Pesaro) |

|  |           |              |
|  | Marcatori | 32’ Skuhravy |

| Arbitro: | Rodomonti (Teramo) |

|                 |           |                 |
| An. Carbone 87’ | Marcatori | 28’ M. Esposito |

| Arbitro: | Treossi (Forlì) |

|                                    |           |                                |
| M Esposito 14’ Apolloni 67’ (aut.) | Marcatori | 25’ Fernando Couto 39’ Minotti |

| Arbitro: | Pellegrino (Barcellona Pozzo di Gotto) |

|  |           |             |
|  | Marcatori | 69’ Bergomi |

| Arbitro: | D. Messina (Bergamo) |

|                          |           |  |
| Rambaudi 53’ Signori 76’ | Marcatori |  |

| Arbitro: | Treossi (Forlì) |

|                     |           |                   |
| Padovano 26’ (rig.) | Marcatori | 6’, 47’ R. Baggio |

| Arbitro: | Franceschini (Bari) |

|                                  |           |                        |
| Oliveira 18’, 84’ Muzzi 23’, 68’ | Marcatori | 37’ Padovano 77’ Futre |

| Arbitro: | Tombolini (Ancona) |

|  |           |                                                          |
|  | Marcatori | 6’ Lentini 31’ (aut.) De Napoli 66’ Savicevic 82’ Simone |

| Arbitro: | D. Messina (Bergamo) |

|                            |           |           |
| Florijancic 24’ Chiesa 48’ | Marcatori | 85’ Futre |

| Arbitro: | Rosica (Roma) |

|                              |           |  |
| Maniero 11’, 82’ Vlaovic 61’ | Marcatori |  |

| Arbitro: | Pacifici (Roma) |

|                            |           |  |
| M. Esposito 34’ Oliseh 83’ | Marcatori |  |

| Arbitro: | Brignoccoli (Ancona) |

|                                            |           |  |
| Rizzitelli 3’ Bernardini 16’ Pelé 26’, 43’ | Marcatori |  |

| Arbitro: | Bonfrisco (Monza) |

|                |           |               |
| Simutenkov 39’ | Marcatori | 68’ Kolyvanov |

### Coppa Italia

#### Turni eliminatori
| Arbitro: | Borriello (Mantova) |

|  |           |                           |
|  | Marcatori | 12’ Sgarbossa 55’ Dionigi |

| Arbitro: | Cesari (Genova) |

|                    |           |  |
| L. De Agostini 31’ | Marcatori |  |

| Arbitro: | Trentalange (Torino) |

|                   |           |                 |
| S. Battistini 45’ | Marcatori | 73’ M. Esposito |

| Arbitro: | Braschi (Prato) |

|                            |           |  |
| R. Baggio 16’ Marocchi 55’ | Marcatori |  |

| Arbitro: | Bazzoli (Merano) |

|                           |           |            |
| Sgarbossa 74’ Accardi 80’ | Marcatori | 68’ Vialli |

## Statistiche

### Statistiche di squadra
Statistiche aggiornate al 4 giugno 1995.
| Competizione | Punti | In casa | In casa | In casa | In casa | In trasferta | In trasferta | In trasferta | In trasferta | Totale | Totale | Totale | Totale | Rf | Rs | DR  |
| Competizione | Punti | G       | V       | P       | S       | G            | V            | P            | S            | G      | V      | P      | S      | Rf | Rs | DR  |
| ------------ | ----- | ------- | ------- | ------- | ------- | ------------ | ------------ | ------------ | ------------ | ------ | ------ | ------ | ------ | -- | -- | --- |
| Serie A      | 18    | 17      | 4       | 5       | 8       | 17           | 0            | 1            | 16           | 34     | 4      | 6      | 24     | 24 | 56 | −32 |
| Coppa Italia | -     | 2       | 1       | 0       | 1       | 3            | 2            | 0            | 1            | 5      | 3      | 0      | 2      | 6  | 4  | +2  |
| Totale       | -     | 19      | 5       | 5       | 9       | 20           | 2            | 1            | 17           | 39     | 7      | 6      | 26     | 30 | 60 | −30 |